# Capilla Peñaflorida
La Capilla Peñaflorida es un grupo vocal español de música antigua fundado en 1985 por el musicólogo Jon Bagüés.

## Historia
Su primer director fue José Rada Sereno, quien dirigió la formación desde sus comienzos en 1985 hasta su muerte en 1990. A partir de entonces y hasta la actualidad, el director musical y artístico ha sido el fundador del grupo, Jon Bagüés, compartiendo esta dirección con Josep Cabré desde 1994 hasta 2009.
La fundación del grupo coincidió con el bicentenario de la muerte de Xavier María de Munibe e Idiáquez, conocido como Conde de Peñaflorida, impulsor de la Ilustración musical en el País Vasco. La formación tomó su nombre de este personaje.
La Capilla Peñaflorida es miembro de la Real Sociedad Bascongada de Amigos del País.

## Repertorio
Su primera participación fue, en 1985, en la representación por primera vez en tiempos modernos de la Misa en Re Mayor (Misa de Aránzazu) de Doménico Scarlatti.
A partir de entonces sus actividades se han centrado principalmente en tres áreas:
- La interpretación de obras de compositores españoles, sobre todo procedentes del País Vasco, dedicando monográficos a: José de Torres, Juan García de Salazar, Fray Agustín de Echevarría, Fray Joaquín de Asiain, Mateo Albéniz, Juan de Anchieta, Fray Pedro de Tafalla, Juan Francés de Iribarren, Juan de Durango, Sebastián Durón, Fray José de Larrañaga, José de Nebra, Francisco Guerrero y Juan Vásquez.
- La representación de obras con transcripciones propias de autores como José de Baquedano, Fermín de Arizmendi, Matías de Durango, Juan Hidalgo, Manuel de Gamarra, Fray José de Larrañaga, el Padre Antonio Soler, etc.
- Producciones de otros compositores mundialmente conocidos: Doménico Scarlatti, Marc-Antoine Charpentier, Mozart, Haydn, etc.

## Colaboraciones y componentes
La formación ha colaborado con artistas de la talla de James Bowman y agrupaciones como  Ministriles de Marsias, los Les Saqueboutiers de Toulouse y el Banchetto Musicale.
También han participado en algunas producciones con prestigiosos directores y orquestas como:
- Juanjo Mena: Pasión según San Juan de Bach.
- Fabio Biondi y Europa Galante: Villancicos de Francesco Corselli,  Misa de Arantzazu de Domenico Scarlatti.
- Fabio Bonizzoni y La Risonanza: Vísperas de Vivaldi y El Mesías de Haendel
- Christophe Coin y el Ensemble Baroque de Limoges: La zarzuela barroca "Viento es la dicha de Amor" de José de Nebra.
- Federico María Sardelli y Modo Antiquo: Dixit Dominus y Juditha Triumphans de Vivaldi.
- Barry Sargent y Orquesta Barroca de Sevilla: Stabat Mater de Eusebio Moya.

Entre los componentes que han pasado por el grupo, tenemos: Isabel Álvarez, Maite Arruabarrena, Karmele Iriarte Jauregui.Myriam Elorza, Myriam Alcain, David Sagastume, Mirari Pérez, David Azurza, Josep Benet, Xabier Barriola, Jon Etxabe, Pello Ormazábal, June Telletxea, Gotzon Etxeberria, Jon Bagüés, Gonzalo Ubani, Nicolás Basarrate, Ignacio Olaizola, Jesus Garcia de Arejula, Miguel Ángel Segarra y Aitor Sáez de Cortázar.

## Discografía
La siguiente discografía se ha ordenado por la fecha de lanzamiento de los álbumes.
- 1991 - Juan García de Salazar (1639-1710). Director: José Rada. Elkar 260
- 1993 - José Rada In Memoriam. Director: Jon Bagüés. Elkar KD-342
- 1996 - José de Nebra: Viento es la dicha de Amor. Junto con el Ensemble Baroque de Limoges dirigido por Christophe Coin. Audivis Valois 4752
- 1996 - Juan Vásquez: Agenda Defunctorum. Con Fernando Sánchez: bajón. Director: Josep Cabré. Almaviva 0122.
- 1997 - Vísperas de Santa María. XIV Centenario Diócesis Osma, Soria. Director: Jon Bagüés. GAM 9710025
- 1998 - Francisco Guerrero: Misa "Puer natus est" - Canciones y Villanescas Espirituales. Director: Josep Cabré. Almaviva 0126.
- 1999 - Salve Reyna: Música Española. Hidalgos: Misa a 5, Cererols, Patino, Garcia de Salazar. Director: Josep Cabré. Glissando 777 005-2
- 2004 - Anchieta: Missa Sine Nomine / Salve Regina. Capilla Peñaflorida y Ministriles de Marsias. Director: Josep Cabré. (Grabado en 2000). Naxos 8.555772.
- 2004 - Juan García de Salazar: Officium Et Missa Pro Defunctis. Director: Josep Cabré. K 617 162
- 2005 - Juan de Anchieta: Missa Rex Virginum - Motecta. Director: Josep Cabré. K 617 178
- 2006 - Juan García de Salazar: Vísperas Completas de Nuestra Señora. En colaboración con Ministriles de Marsias. Director: Josep Cabré. Naxos 8.555907
- 2007 - Fray José de Larrañaga (1728-1806): Obras religiosas. Solistas. Junto con el Peñaflorida Ensemble. Director: Fabio Bonizzoni. NB Musika NB 005
- 2008 - Urban de Vargas (1606-1656): Quicumque. Junto a Ministriles de Marsias. Director: Josep Cabré. NB Musika NB 010
- 2008 - Juan de Anchieta: Missa de Nostra Dona. Con el grupo Ministriles de Marsias. Director: Josep Cabré. NB Musika NB 012